# マウロ・エスポージト
マウロ・エスポージト（Mauro Esposito、1979年6月13日 - ）は、イタリア、トッレ・デル・グレーコ出身の元同国代表サッカー選手、現サッカー指導者。現役時代のポジションはFW、MF（主に右ウイング）。

## 経歴
ペスカーラ・カルチョのユース出身。2001-02シーズンにウディネーゼ・カルチョから当時セリエBのカリアリ・カルチョへ移籍し、2003-04シーズンに40試合17ゴールを挙げクラブのセリエA昇格に貢献した。
続く2004-05シーズンはジャンフランコ・ゾラ、ダビド・スアソと共にゴールを量産し16ゴールを記録。この活躍でイタリア代表にも招集されたが、ヴィンチェンツォ・イアクインタやアントニオ・ディ・ナターレの台頭によって2006 FIFAワールドカップの出場はならなかった。
2005-06シーズン以降ゴール数は減少したが、前線を掻き回しスアソへのマークを軽減させ彼のゴール量産をサポートした。
2007年7月4日、ASローマへ共同保有の形で加入。翌年9月1日、ACキエーヴォ・ヴェローナへシーズンローンとなった。2009-10シーズン後半はUSグロッセートFCでプレーした。
2010年9月13日、ロベルト・バローニオと共にレガ・プロ・プリマ・ディヴィジオーネのアトレティコ・ローマFCに加入。シーズン終了後にクラブを退団し、現役を引退した。

## 指導歴
2018-19シーズンより自身のプロデビューしたクラブであるペスカーラへ舞い戻り、プリマヴェーラ部門でアシスタントコーチを務めることとなった。

## タイトル
ウディネーゼ
- UEFAインタートトカップ : 2000

ローマ
- スーペルコッパ・イタリアーナ : 2007
- コッパ・イタリア : 2007-08